# Lysimachia ephemerum
Espèce
Lysimachia ephemerum, la Lysimaque à feuille de saule, est une espèce de plantes à fleurs de la famille des Primulacées.

## Synonymes
- Lysimachia glauca Moench
- Lysimachia otani Asso
- Lysimachia salicifolia Mill.

## Description
C'est une plante herbacée glauque, à corolle blanche à lilas pâle, de 40 à 110 cm de hauteur.

## Répartition
Elle est trouvée au Portugal, en Espagne et en France : Corbières, Pyrénées orientales, éteinte en Dordogne.

## Habitats
Elle est trouvée au bords des torrents, tuffières, suintements, sur calcaire au niveau des étages collinéen et montagnard.

## Biologie
La floraison a lieu en juillet-août.

## Menaces
Elle est endémique, rare et très localisée et en régression à la suite des assèchements anthropiques.

## Statut de protection
Elle est inscrite dans la liste des espèces végétales protégées sur l'ensemble du territoire français métropolitain en Annexe 1 (espèces strictement protégées).